# الاسكواش في ألعاب غرب آسيا 2002
أقيمت منافسات الإسكواش في دورة ألعاب غرب آسيا 2002 في نادي القادسية، مدينة الكويت، الكويت في الفترة من 4 إلى 9 أبريل 2002.

## الفائزون بالميداليات
| Event | الذهبية              | الفضية               | البرونزية          |
| ----- | -------------------- | -------------------- | ------------------ |
| فردي  | محمد السعيد · الأردن | زياد العويش · الكويت | سعود السليطي · قطر |
| فرق   | الكويت               | الأردن               | السعودية           |

## جدول الميداليات
*   البلد المضيف (مضيف)
| المرتبة | فريق           | ذهبية | فضية | برونزية | المجموع |
| ------- | -------------- | ----- | ---- | ------- | ------- |
| 1       | الأردن (JOR)   | 1     | 1    | 0       | 2       |
| 1       | الكويت (KUW)   | 1     | 1    | 0       | 2       |
| 3       | السعودية (KSA) | 0     | 0    | 1       | 1       |
| 3       | قطر (QAT)      | 0     | 0    | 1       | 1       |
| المجموع | المجموع        | 2     | 2    | 2       | 6       |

## وصلات خارجية
- المجلس الأولمبي الآسيوي - دورة ألعاب غرب آسيا 2002